# Energía eólica en Canadá

Energía eólica en Canadá

La energía eólica tiene una historia en Canadá que se remonta a muchas décadas, especialmente en las granjas de Praderas. A fecha de diciembre de 2017, la capacidad de generación de energía eólica era de 12 252 gigavatios (GW), lo que representa aproximadamente el 6 % de la demanda eléctrica de Canadá.La Asociación Canadiense de Energía Eólica ha delineado una estrategia futura para la energía eólica que alcanzaría una capacidad de 55 GW para 2025, cubriendo el 20 % de las necesidades energéticas del país.

## Capacidad instalada del parque eólico
| Provincia / territorio    | Capacidad instalada (MW) en diciembre de 2017 |
| ------------------------- | --------------------------------------------- |
| Alberta                   | 1479                                          |
| Columbia Británica        | 698                                           |
| Manitoba                  | 258                                           |
| Nuevo Brunswick           | 294                                           |
| Terranova y Labrador      | 55                                            |
| Territorios del Noroeste  | 9.2                                           |
| Nueva Escocia             | 620                                           |
| Ontario                   | 4902                                          |
| Isla del Príncipe Eduardo | 204                                           |
| Quebec                    | 3510                                          |
| Saskatchewan              | 221                                           |
| Yukón                     | 0.8                                           |
| Total                     | 12 252                                        |

## Línea de tiempo
2011–2015
Entre 2004 megavatios adicionales de energía eólica entrarán en funcionamiento en Quebec entre 2011 y 2015. La nueva energía costará 10.5 centavos por kilovatio-hora, un precio descrito como "altamente competitivo".
2009
Columbia Británica fue la última provincia en agregar energía eólica a su red con la finalización del parque eólico Bear Mountain en noviembre de 2009. Con el aumento del crecimiento de la población, Canadá ha visto la energía eólica como una forma de diversificar los suministros de energía alejándolos de la dependencia tradicional de las plantas térmicas que queman combustibles fósiles y la fuerte dependencia de la hidroelectricidad en algunas provincias. En provincias como Nueva Escocia, donde solo el 12% de la electricidad proviene de fuentes renovables, el desarrollo de proyectos de energía eólica proporcionará una medida de la seguridad eléctrica de la que carecen algunas jurisdicciones. En el caso de Columbia Británica, la energía eólica ayudará a cerrar el déficit de electricidad que enfrenta la provincia en la década de 2010 y ayudará a reducir la dependencia de la importación de energía de otras jurisdicciones que pueden no utilizar fuentes de energía renovables. 
Década de 1990
El desarrollo temprano de la energía eólica en Canadá se encontraba principalmente en Ontario, Quebec y Alberta. Alberta construyó el primer parque eólico comercial en Canadá en 1993. A lo largo de la década de 1990 y los primeros años del siglo XXI, todas las provincias canadienses han recurrido a la energía eólica para complementar sus redes de energía provinciales.

## Proyectos de viento híbrido
Los contribuyentes a la red eléctrica principal son Wind-Diesel y Wind-Hydrogen. Un ejemplo canadiense es la comunidad de Ramea, Terranova y Labrador que inicialmente usó un sistema Wind-Diesel y ahora se está convirtiendo a la tecnología Wind-Hydrogen.

## Industria eólica
La industria canadiense ha comenzado a suministrar componentes importantes para los proyectos de Wind Tower, siendo Mitsubishi Hitachi Power Systems Canada, Ltd. como ejemplo. 

## Opinión pública

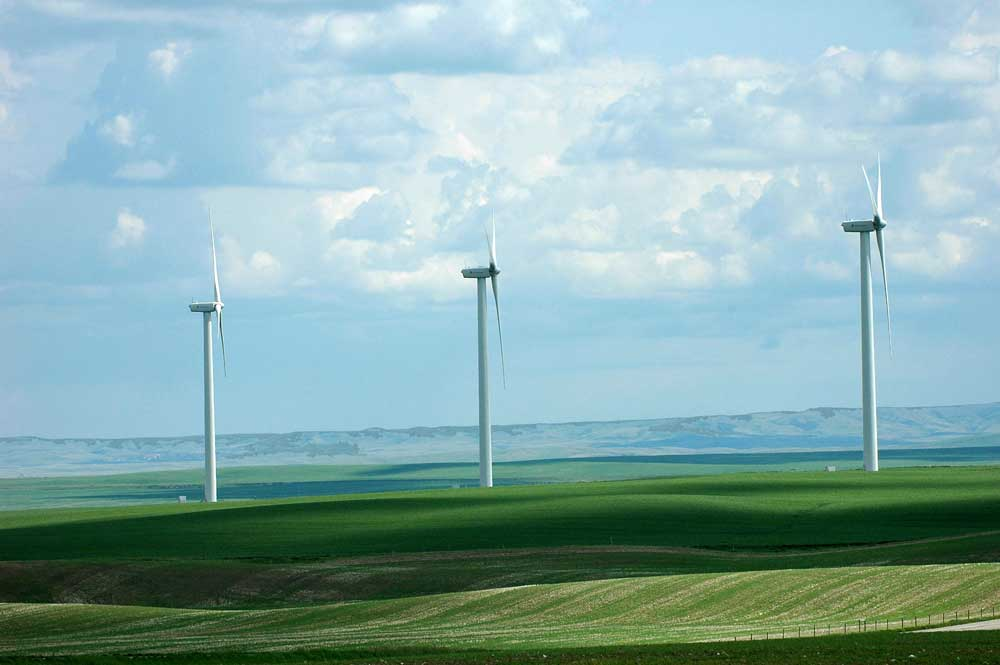
Parque eólico Magrath en Magrath, Alberta

En una encuesta realizada por Angus Reid Strategies en octubre de 2007, el 89 por ciento de los encuestados dijo que el uso de fuentes de energía renovable como la energía eólica o solar era positivo para Canadá, porque estas fuentes eran mejores para el medio ambiente. Solo el 4 por ciento considera que el uso de fuentes renovables es negativo, ya que pueden ser poco fiables y costosos.
Según una encuesta de Saint Consulting realizada en abril de 2007, la energía eólica era la fuente de energía alternativa con mayor probabilidad de obtener apoyo público para el desarrollo futuro en Canadá, con solo un 16% en contra de este tipo de energía. En contraste, 3 de cada 4 canadienses se opusieron a los desarrollos de la energía nuclear.
A pesar de este apoyo general al concepto de energía eólica en el público en general, a menudo existe oposición local, principalmente de residentes preocupados por la contaminación visual y lumínica, el ruido o la reducción del valor de las propiedades. La construcción de aerogeneradores tiene un efecto negativo en las comunidades rurales, debido al hecho de que los propietarios de tierras que reciben pagos para permitir que los aerogeneradores en sus tierras se vean como personas que no están preocupadas por el efecto del aerogenerador en sus vecinos. La oposición pública ha tenido el efecto deseado en algunos casos, interrumpiendo o retrasando la construcción de aerogeneradores. Esta oposición ha sido descrita como un caso de NIMBYism.
Para complicar aún más las cosas, en Ontario hay quienes asocian la energía eólica con altos costos de electricidad. Debido al aumento de los precios de la energía hidroeléctrica, que algunos atribuyen a la Ley de Energía Verde, muchos ontarianos están recurriendo a fuentes alternativas de energía para satisfacer sus necesidades, como el propano y la quema de madera.
No obstante, varios parques eólicos en Canadá se han convertido en atracciones turísticas,para sorpresa de sus propietarios. 

## Estrategias futuras propuestas

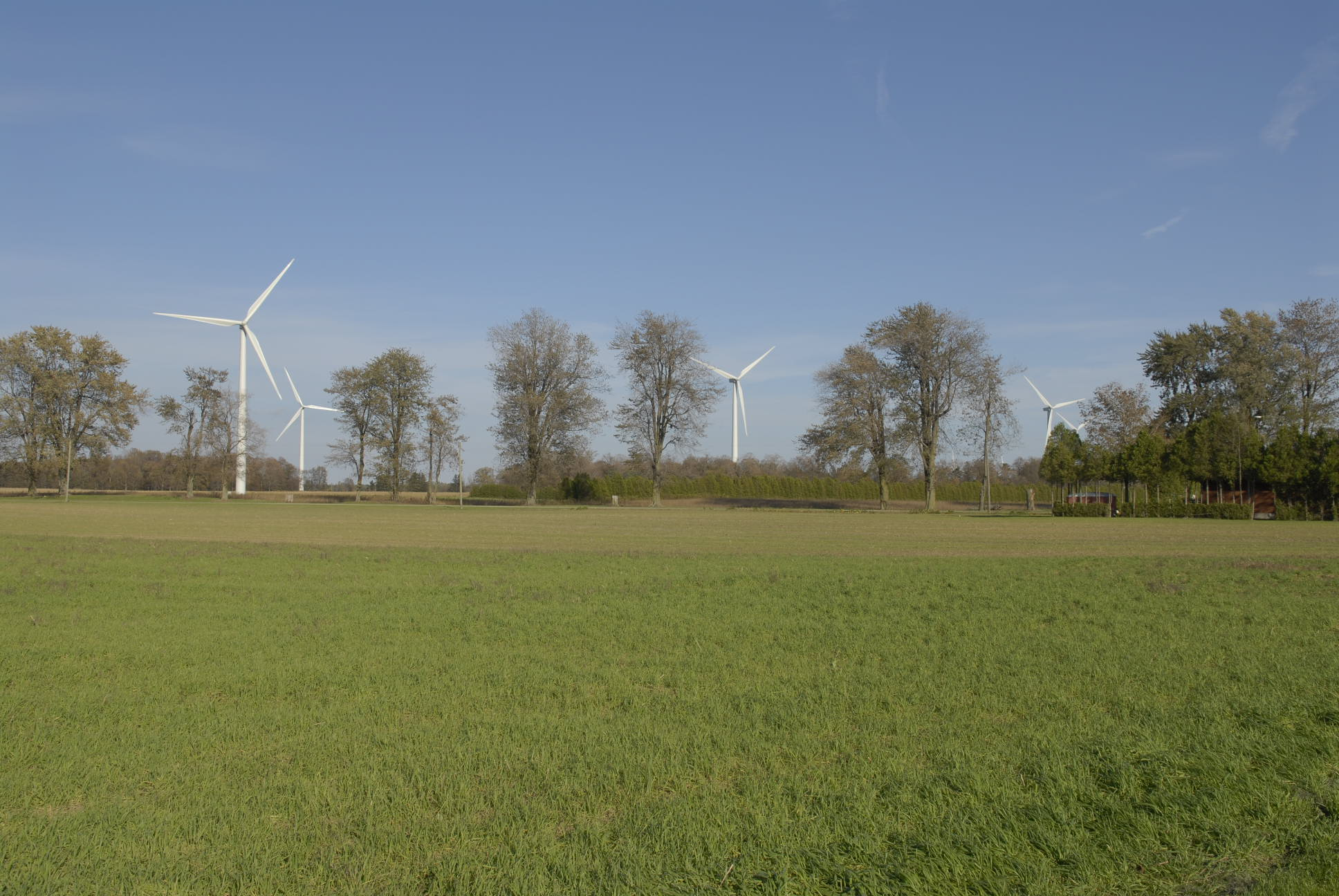
Parque eólico Port Burwell, Ontario, Canadá.

### Parques eólicos en tierra de la Corona
Algunas comunidades rurales quieren que Alberta otorgue a las empresas el derecho a desarrollar parques eólicos en terrenos arrendados de la Corona.

### PlanWind Vision 2025
En 2008, la Asociación Canadiense de Energía Eólica (CanWEA, por sus siglas en inglés), una asociación comercial sin fines de lucro, describió una estrategia futura para la energía eólica que alcanzaría una capacidad de 55 000 MW para el año 2025, cubriendo el 20% de las necesidades energéticas del país. El plan, Wind Vision 2025, podría crear más de 50,000 empleos y representar alrededor de 165 millones de dólares canadienses en ingresos anuales. Si se logra, el objetivo de CanWEA convertiría al país en un jugador importante en el sector de la energía eólica y generaría alrededor de 79 mil millones de dólares de inversión. También ahorraría aproximadamente 17 megatones de emisiones de gases de efecto invernadero por año.

## Esquemas de soporte actuales

### Adquisición de grandes renovables de Ontario
El LRP es una herramienta importante del compromiso de Ontario para alcanzar la meta de 2025 de la provincia de energía renovable que comprende aproximadamente el 50% de la capacidad instalada de Ontario. Los proyectos de más de 10 MW de capacidad son elegibles para obtener un contrato de 20 años a través de una subasta de precio competitivo.
- LRP I: concluyó en abril de 2016, con la ejecución de 299.5 contratos de energía eólica terrestre.
- LRP II: se inició el 29 de julio de 2016 con el lanzamiento de la Solicitud de Cualificaciones (RFQ), y con el objetivo de asignar hasta 600 MW de energía eólica terrestre y 50 MW de actualizaciones tecnológicas de las instalaciones de energía renovable existentes. Sin embargo, esta ronda fue suspendida el 27 de septiembre de 2016.

- Electricity sector in Canada
- List of wind farms in Canada
- Renewable energy in Canada

|}